# Ricardo Gil
Ricardo Gil Sorlí (ur. 8 czerwca 1989) – hiszpański zapaśnik walczący w stylu klasycznym. Zajął 24 miejsce na mistrzostwach świata w 2014 i 33 miejsce na mistrzostwach Europy w 2011. Dwudziesty na igrzyskach europejskich w 2015. Dziewiąty na igrzyskach śródziemnomorskich w 2013. Mistrz śródziemnomorski w 2015 roku.